# GP2
GP2シリーズ（ジーピーツーシリーズ、英語: GP2 Series）又はGP2は、2005年から2016年まで開催されていたモータースポーツのカテゴリー。2004年までの国際F3000選手権が衣替えして新しくスタートしたフォーミュラカーによる選手権である。2017年よりFIA フォーミュラ2選手権に改名された。

## 概要

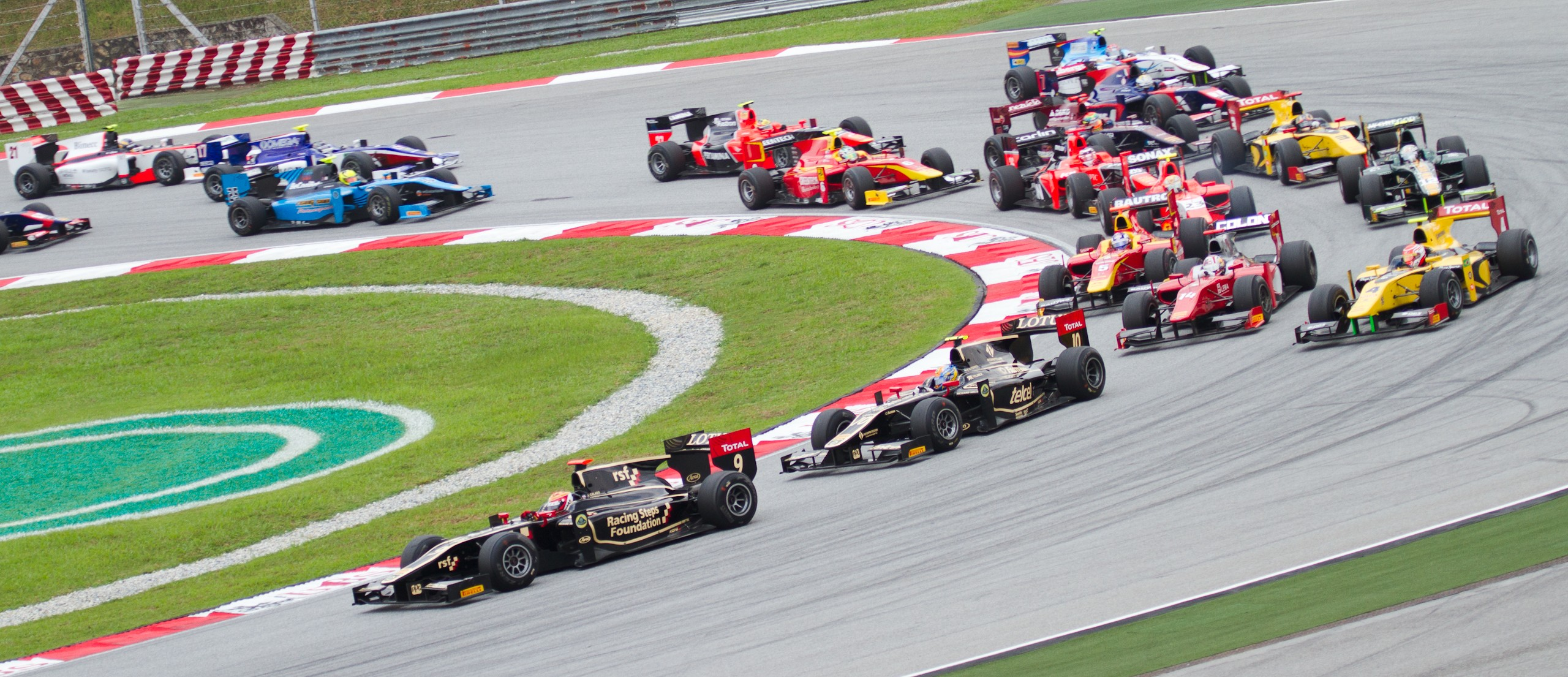
2012年マレーシアラウンド

国際自動車連盟（FIA）の管轄下にあった国際F3000に対し、GP2はF1の興業面の主導者であるバーニー・エクレストンとルノーのチーム代表だったフラビオ・ブリアトーレの肝いりで創設された。2008年には拡張版のGP2アジアシリーズがスタートし（2011年まで）、2010年には下位カテゴリ（F3相当）となるGP3が創設された。さらに、FIAとエクレストンの政治的駆け引きにおいて、F1に対抗するGP1構想が噂になったこともある。
GP2の位置付けはF3000と同じく、トップフォーミュラであるF1の直下にあたる。国際F3000がF1へのステップアップカテゴリとして十分機能しなくなっていたため、GP2はF1との接点が強調された。GP2の各ラウンドは基本的にF1ヨーロッパラウンドのサポートイベントとして開催され、F1と同じサーキットをF1の感覚に近いマシン、F1と同じメーカーのタイヤで走行するため、F1関係者の関心を得られるメリットがあった。GP2のエントラントはF1チームや自動車メーカーと提携し、育成ドライバーを受け入れるジュニアチームとして活用されていた。

## 歴史
2005年からGP2として再スタートし、初期のシリーズチャンピオンをはじめとした同カテゴリー出身のドライバーがF1でも結果を残し、より一層F1昇格への登竜門として注目された。とくに2006年王者のルイス・ハミルトンは2007年にF1デビューすると2008年にはF1王者に輝き、「ヨーロッパF2や国際F3000の王者はF1王者になれない」という長年のジンクスを破った。
ところが、「年間参戦費用が2億円近くかかり、資金力のない者は参戦できない」「リバースグリッドなど独特の規定があり、新人には不利になる」「接触が多く、ドライビングが荒っぽい」などのマイナス面が目立つようになる。また、レース経験を積む場としては一定の成功をおさめたが、F1へのステップアップという点では評価が分かれた。その理由として以下が挙げられる。
- F1とのタイヤメーカーおよびレースで使用されるコースの違いを除けば、GP2等と同格として扱われていたフォーミュラ・ルノー3.5のほうが年間費用が安価であったため、こちらの方に参戦するドライバーが増え、相対的に人気が低下したこと[5]。
- 2009年まではステップアップカテゴリーとしてそれなりに機能していたが、2010年に登場したGP3の影響で次期F1ドライバーはそちらを優先するケースが増えたうえに、ダニール・クビアトやバルテリ・ボッタスのように、GP3からGP2を経由せずF1へ引き上げられるケースも出てきたこと。
- 複数年参戦しているドライバーの比率が高くなることはやむを得ないが、2010年以降のシリーズチャンピオンを筆頭にその状況が顕著に表れていた。そのうえ、2012年以降はチャンピオンドライバーでさえF1に昇格しづらくなるなど、ステップアップカテゴリーとしては停滞気味となったこと。
- ステップアップカテゴリーと強調しつつも、ハミルトンは早期に特筆する結果を残したものの、2005年のチャンピオンニコ・ロズベルグが2006年のF1参戦から10年後の2016年のタイトル獲得や2010年のチャンピオンパストール・マルドナドによるF1参戦2年目の2012年のスペインGP制覇など、ハミルトンに次ぐ結果を残したドライバーもいたが、後述のフォーミュラ・ルノー3.5出身のドライバーに比べると結果を残せないドライバーが多く、ステップアップとしての機能には疑問符がついたこと。

以上の状況より、F1直下のカテゴリーという位置づけでありながら、GP3との共食いやフォーミュラ・ルノー3.5の影響で存在価値が希薄化しつつあった。
2016年にFIAがF1のスーパーライセンス発給の指針となるポイントシステムを導入した際、GP2はフォーミュラ・ルノー3.5より配点を高く設定され、シリーズの注目度は再び上がっていると見られた。しかし翌2017年にFIAが定義するフォーミュラカーレースのカテゴリーが再編され、GP2の名はFIA フォーミュラ2選手権に改名される形で消滅した。

## レギュレーション
- イベントスケジュール
  - レースは1ラウンド毎2レース制。金曜日にフリー走行45分（2013年までは30分）と予選30分、土曜日にレース1（Feature Race,フィーチャーレース）、日曜日にレース2（Sprint Race,スプリントレース）を行う。2007年までモナコではレース2は行われなかった。
    - レース1（フィーチャーレース）は走行距離170km（モナコは140km、ハンガリーとロシアは160km）もしくは走行時間60分。予選結果順のグリッドからスタートする。6周目以降に最低1回のピットストップを行い、タイヤ交換を行う義務がある。
    - レース2（スプリントレース）は走行距離120km（モナコは100km）もしくは走行時間45分。グリッドはレース1の順位に従うが、レース1の1〜8位は逆順に並べ替えられる[8]（リバースグリッド方式）。タイヤトラブルが発生しない限りタイヤ交換は禁止。
- タイヤルール
  - タイヤはF1の公式サプライヤー製のワンメイクとする。タイヤウォーマーの使用は禁止。
  - 2011年までは、各ドライバーにタイヤ4セットが支給され、レース2に1セットを必ず残し、フリー走行からレース1までを3セットでカバーする。レース1のピットストップではタイヤ最低2本を交換する。
  - 2012年より、プライム（ハードコンパウンド）3セットとオプション（ソフトコンパウンド）1セットという2種類のタイヤが支給される。レース2にプライム1セットを必ず残し、フリー走行からレース1までを3セット（プライム2+オプション1）でカバーする。レース1のピットストップではタイヤ最低2本を交換する。
  - 2014年より支給数がプライム3セットとオプション2セットに増やされた。レース1のピットストップでは4輪とも交換し、レース中に必ず両スペックのタイヤを使用しなければならない（ウェットタイヤ使用時は除外）。
- ポイントシステム
  - 2011年までは、レース1がポールポジション（PP）に2点、ファステストラップ（FL）に1点、チェッカー順に上位8名に10、8、6、5、4、3、2、1点が与えられる。レース2はFLに1点、チェッカー順に上位6名に6、5、4、3、2、1点が与えられる。
  - 2012年からは、レース1がポールポジション（PP）に4点、ファステストラップ（FL）に2点、上位10名に25、18、15、12、10、8、6、4、2、1点が与えられる。レース2はFLに2点、上位8名に15、12、10、8、6、4、2、1点が与えられる。ファステストラップに関しては各レース10位フィニッシュまでが対象となり、正規グリッド以外からスタートしたり、レース2中にタイヤ交換した場合は権利外となる。
- DRS
  - 2015年よりドラッグ・リダクション・システム（DRS）の使用が認められる。使用区間はDRSゾーン内のみ。レース中は2周目以降に解禁され、前方車両との差が計測ポイントで1秒以内の場合使用できる。

## マシン
イタリアのダラーラ社製グラウンド・エフェクト構造のシャシーに、ルノーが設計しメカクロームが製作する4リッターV8エンジン（約650ps、重量150kg、4000〜4500km毎にオーバーホール）を搭載したワンメイク。エンジンチューナーはルノー傘下のハイニ・マーダー。エンジンの重量がフォーミュラ向けにしては重いのは、参戦コスト抑制の為に元々耐久レース向けに開発されたものを転用している所為である。最低重量は2011年現在は688kg（ドライバーの体重を含む）と、こちらもフォーミュラカーとしてはやや重め。
シャシーは原則として3年毎に新設計のものが供給される。2005年のGP2のスタート時に用いられた「GP2/05」は2007年まで使用され、その後GP2アジアシリーズに流用された。2008年～2010年までは第2世代となる「GP2/08」が使われ、2011年から第3世代となる「GP2/11」がデビューした。なおGP2/11はメインシリーズ以外にアジアシリーズでも同時に使われることになっており、2011年のアジアシリーズ開幕戦が実戦デビューとなった。ただ近年の欧州の景気低迷のため、2014年のシャシー更新は断念され、GP2/11が2016年まで継続使用された。更新時期となる2017年も新車投入は見送られ、引き続きGP2/11が使用される。
ギアシフト機構はF1と同様にパドルシフト（ザイテック製）を採用している。ブレーキもF1同様にカーボンディスク（ブレンボのワンメイク）を使用していて、限りなくF1に近い車になっている。
タイヤはワンメイクで、2010年まではブリヂストン、2011年からはピレリが供給している。2005年シーズンは当時のF1と同等のグルーブドタイヤ（溝付きタイヤ）を使用したが、2006年からはスリックタイヤへ変更された。2012年より、F1と同じく4種類のスペック（ハード、ミディアム、ソフト、スーパーソフト）からラウンドごとに2種類を選んで供給する。タイヤのスペックはサイドウォールにペイントされた「PIRRELI」の文字の色で判別できる。
2015年シリーズより、F1同様にDRSが導入された。エンジンには回転リミッターによる性能抑制がされており、その設定は2006年からは、9,500rpmから10,300rpmに変更された。

## 問題点
- メカクロームが供給するエンジンの性能にはかなりのばらつきがあったり、エンジン交換やオーバーホールのサイクルが主催者の裁量で決定されるなど各チームから不満が噴出している。
- フロントノーズの取り付け構造が複雑であるため、破損時の交換がF1など他のカテゴリーと比べて煩雑である。
- エンジンの熱量が大きく、アイドリング中などに内部温度の上昇に伴うシステム保護のためのシャットダウン制御が働き、エンジンストールに見舞われるケースが多発している。
- 駆動系（特にクラッチ）のトラブルが比較的多く、4Lエンジンの大トルクを受け止める機構としてはロースペックであると当初から指摘されており、ダラーラから数回に渡り改修部品の供給が行われている。

フロントノーズの構造については2008年スペックより改善された。また、同時に冷却性能の向上も図られたものの、エンジン自体がキャリーオーバーであるためエンジンストールの問題は根本的な解決には至っていない。

## シリーズチャンピオン
| 年   | シリーズチャンピオン   | 国籍       | 所属チーム                    |
| ---- | ---------------------- | ---------- | ----------------------------- |
| 2005 | ニコ・ロズベルグ       | ドイツ     | ARTグランプリ                 |
| 2006 | ルイス・ハミルトン     | イギリス   | ARTグランプリ                 |
| 2007 | ティモ・グロック       | ドイツ     | iスポーツ・インターナショナル |
| 2008 | ジョルジオ・パンターノ | イタリア   | レーシング・エンジニアリング  |
| 2009 | ニコ・ヒュルケンベルグ | ドイツ     | ARTグランプリ                 |
| 2010 | パストール・マルドナド | ベネズエラ | ラパックス                    |
| 2011 | ロマン・グロージャン   | フランス   | DAMS                          |
| 2012 | ダヴィデ・ヴァルセッキ | イタリア   | DAMS                          |
| 2013 | ファビオ・ライマー     | スイス     | レーシング・エンジニアリング  |
| 2014 | ジョリオン・パーマー   | イギリス   | DAMS                          |
| 2015 | ストフェル・バンドーン | ベルギー   | ARTグランプリ                 |
| 2016 | ピエール・ガスリー     | フランス   | プレマ・レーシング            |

| 年   | シリーズチャンピオン                       | 国籍     |
| ---- | ------------------------------------------ | -------- |
| 2005 | ARTグランプリ                              | フランス |
| 2006 | ARTグランプリ                              | フランス |
| 2007 | iスポーツ・インターナショナル              | イギリス |
| 2008 | バルワ・インターナショナル・カンポスチーム | スペイン |
| 2009 | ARTグランプリ                              | フランス |
| 2010 | ラパックス                                 | イタリア |
| 2011 | バルワ・アダックスチーム                   | スペイン |
| 2012 | DAMS                                       | フランス |
| 2013 | ロシアン・タイム                           | ロシア   |
| 2014 | DAMS                                       | フランス |
| 2015 | ARTグランプリ                              | フランス |
| 2016 | プレマ・レーシング                         | イタリア |

## 主なシリーズ参戦ドライバー
| ドライバー                   | 参戦年    | 主な成績                                              | F1参戦歴 |
| ---------------------------- | --------- | ----------------------------------------------------- | --- |
| アントニオ・ピッツォニア     | 2007      | 2007年27位                                            | 2003-2005（ジャガー、ウィリアムズ）                                                                                              |
| ジョルジオ・パンターノ       | 2005-2008 | 2005年6位、2006年5位、2007位3位、2008年チャンピオン   | 2004（ジョーダン） |
| ジャンマリア・ブルーニ       | 2005-2006 | 2005年10位、2006年7位                                 | 2004（ミナルディ） |
| ティモ・グロック             | 2006-2007 | 2006年4位、2007年チャンピオン                         | 2004, 2008-2012（ジョーダン、トヨタ、ヴァージン、マルシャ）                                                                      |
| ニコ・ロズベルグ             | 2005      | 2005年チャンピオン                                    | 2006-2016（ウィリアムズ、メルセデス）                                                                                            |
| スコット・スピード           | 2005      | 2005年3位                                             | 2006-2007（トロ・ロッソ） |
| 山本左近                     | 2007-2008 | 2007年30位、2008年23位                                | 2006-2007, 2010（スーパーアグリ、スパイカー、HRT）                                                                               |
| ルイス・ハミルトン           | 2006      | 2006年チャンピオン                                    | 2007-（マクラーレン、メルセデス、フェラーリ）                                                                                    |
| ヘイキ・コバライネン         | 2005      | 2005年2位                                             | 2007-2013（ルノー、マクラーレン、ケータハム、ロータス）                                                                          |
| 中嶋一貴                     | 2007      | 2007年5位                                             | 2007-2009（ウィリアムズ） |
| ネルソン・ピケJr.            | 2005-2006 | 2005年8位、2006年2位                                  | 2008-2009（ルノー） |
| セバスチャン・ブエミ         | 2007-2008 | 2007年21位、2008年6位                                 | 2009-2011（トロ・ロッソ） |
| ロマン・グロージャン         | 2008-2011 | 2008年4位、2009年4位、2010年14位、2011年チャンピオン  | 2009, 2012-2020（ルノー、ロータス、ハース）                                                                                      |
| 小林可夢偉                   | 2008-2009 | 2008年16位、2009年16位                                | 2009-2012, 2014（トヨタ、ザウバー、ケータハム）                                                                                  |
| ニコ・ヒュルケンベルグ       | 2009      | 2009年チャンピオン                                    | 2010, 2012-2020, 2022-（ウィリアムズ、フォース・インディア、ザウバー、ルノー、レーシング・ポイント、アストンマーティン、ハース） |
| ビタリー・ペトロフ           | 2006-2009 | 2006年28位、2007年13位、2008年7位、2009年2位          | 2010-2012（ルノー、ケータハム）                                                                                                  |
| カルン・チャンドック         | 2007-2009 | 2007年15位、2008年10位、2009年18位                    | 2010-2011（HRT、ロータス） |
| ブルーノ・セナ               | 2007-2008 | 2007年8位、2008年2位                                  | 2010-2012（HRT、ルノー、ウィリアムズ）                                                                                           |
| ルーカス・ディ・グラッシ     | 2006-2009 | 2006年17位、2007年2位、2008年3位、2009年3位           | 2010（ヴァージン） |
| パストール・マルドナド       | 2007-2010 | 2007年11位、2008年5位、2009年6位、2010年チャンピオン  | 2011-2015（ウィリアムズ、ロータス）                                                                                              |
| セルジオ・ペレス             | 2009-2010 | 2009年12位、2010年2位                                 | 2011-（ザウバー、マクラーレン、フォース・インディア、レーシング・ポイント、レッドブル）                                          |
| ジェローム・ダンブロシオ     | 2008-2010 | 2008年11位、2009年９位、2010年12位                    | 2011-2012（ヴァージン、ロータス）                                                                                                |
| シャルル・ピック             | 2010-2011 | 2010年10位、2011年4位                                 | 2012-2013（マルシャ、ケータハム）                                                                                                |
| エステバン・グティエレス     | 2011-2012 | 2011年13位、2012年3位                                 | 2013-2014, 2016（ザウバー、ハース）                                                                                              |
| ギド・ヴァン・デル・ガルデ   | 2009-2012 | 2009年7位、2010年7位、2011年5位、2012年6位            | 2013（ケータハム） |
| ジュール・ビアンキ           | 2010-2011 | 2010年3位、2011年3位                                  | 2013-2014（マルシャ） |
| マックス・チルトン           | 2010-2011 | 2010年24位、2011年20位、2012年4位                     | 2013-2014（マルシャ） |
| マーカス・エリクソン         | 2010-2013 | 2010年17位、2011年10位、2012年8位、2013年6位          | 2014-2018（ケータハム、ザウバー）                                                                                                |
| フェリペ・ナッセ             | 2012-2014 | 2012年10位、2013年4位、2014年3位                      | 2015-2016（ザウバー） |
| アレクサンダー・ロッシ       | 2013-2015 | 2013年9位、2014年21位、2015年2位                      | 2015（マルシャ） |
| ジョリオン・パーマー         | 2011-2014 | 2011年28位、2012年11位、2013年7位、2014年チャンピオン | 2016-2017（ルノー） |
| リオ・ハリアント             | 2012-2015 | 2012年14位、2013年19位、2014年15位、2015年4位         | 2016（マノー） |
| ストフェル・バンドーン       | 2014-2015 | 2014年2位、2015年チャンピオン                         | 2016-2018（マクラーレン） |
| アントニオ・ジョヴィナッツィ | 2016      | 2016年2位                                             | 2017, 2019-2021（ザウバー、アルファロメオ）                                                                                      |
| ピエール・ガスリー           | 2014-2016 | 2014年29位、2015年8位、2016年チャンピオン             | 2017-（トロ・ロッソ、レッドブル、アルファタウリ、アルピーヌ）                                                                    |
| ブレンドン・ハートレイ       | 2010-2012 | 2010年27位、2011年19位、2012年25位                    | 2017-2018（トロ・ロッソ） |
| セルゲイ・シロトキン         | 2015-2016 | 2015年3位、2016年3位                                  | 2018（ウィリアムズ） |
| ニコラス・ラティフィ         | 2014-2016 | 2014年32位、2015年27位、2016年16位                    | 2020-2022（ウィリアムズ） |

## 主なシリーズ参戦日本人ドライバー
| ドライバー | 参戦年                                                        | 所属チーム                             | 主な成績 |
| ---------- | ------------------------------------------------------------- | -------------------------------------- | --- |
| 吉本大樹   | 2005-2006、2008（アジアシリーズのみ） 2008-2009アジアシリーズ | BCNコンペティション、Qi-メリタスマハラ | 2005年シリーズ16位(最高位2位) 2006年シリーズ15位(最高位3位) 2008年アジアシリーズ10位（最上位4位）                                 |
| 中嶋一貴   | 2007                                                          | DAMS                                   | シリーズ5位（最上位2位） |
| 平手晃平   | 2007                                                          | トライデント・レーシング               | シリーズ19位（最上位2位） |
| 山本左近   | 2007-2008                                                     | BCNコンペティション、ARTグランプリ     | 2008年シリーズ23位 |
| 小林可夢偉 | 2008-2009                                                     | DAMS                                   | 2008-2009年アジアシリーズチャンピオン、第1戦スペイン・レース2優勝                                                                 |
| 関口雄飛   | 2008-2009アジアシリーズ                                       | DPR                                    | アジアシリーズ20位(最上位12位) |
| 伊沢拓也   | 2014                                                          | ARTグランプリ                          | シリーズ18位(最上位3位) |
| 佐藤公哉   | 2014                                                          | カンポス・レーシング                   | シリーズ27位(最上位7位) |
| 松下信治   | 2015-2016                                                     | ARTグランプリ                          | 2015年シリーズ9位(第6戦ハンガリー・レース2優勝、レース1最上位2位) 2016年シリーズ11位（第2戦モナコ・レース2優勝、レース1最上位2位) |

## 日本におけるテレビ放送
CSのフジテレビONEとフジテレビNEXTで録画放送を行っていたが、のちにF1GPニュース内でレースのハイライトを放送するようになった。
2016年8月からはスポーツライブ配信サービス「DAZN」が日本でのサービスを開始し、その中で全セッション映像や上位カテゴリのF1の生中継配信と関連番組の配信を日本語で実施している。